# Yehoshua Glazer
Pour les articles homonymes, voir Glazer.
Yehoshua Glazer (en hébreu : יהושע גלזר), né le 29 décembre 1927 et mort le 29 décembre 2018, est un footballeur international israélien.

## Carrière
Yehoshua Glazer commence à jouer pour le Maccabi Tel-Aviv où il remporte l'ensemble de ses titres, à savoir six titres de champion national et six coupes nationales.
En 1956, il est sélectionné pour la première Coupe d'Asie des nations de football et marque deux buts face à Hong Kong. Son pays s'incline en finale de la compétition tandis que son coéquipier Nahum Stelmach termine meilleur buteur de la compétition.

## Palmarès
- Champion d'Israël en 1947, 1950, 1952, 1954, 1956 et 1958 avec le Maccabi Tel-Aviv
- Vainqueur de la Coupe d'Israël en 1946, 1947, 1954, 1955, 1958 et 1959 avec le Maccabi Tel-Aviv.